# Leini
Leini es una localidad y comune italiana de la provincia de Turín, región de Piamonte, con 15.029 habitantes.

## Evolución demográfica
| Gráfica de evolución demográfica de Leini entre 1861 y 2008 |
|                                                             |
| Fuente ISTAT - elaboración gráfica de Wikipedia             |